# Конфликт вокруг Химкинского леса
Конфликт вокруг Химкинского леса — события 2007—2012 годов, связанные с намерением Министерства транспорта России проложить трассу через Химкинский лес и противодействием этому со стороны активистов.

## Причины
В 2004 году Минтранс принял решение о строительстве платной автомагистрали Москва — Санкт-Петербург. Задача магистрали — соединить города по кратчайшему пути. Трасса должна пройти через Москву вдоль Октябрьской железной дороги, затем, пересекая МКАД, повернуть на северо-восток в обход Химок, пройти вплотную с Шереметьево и, разрезав Химкинский лес пополам, вернуться к Октябрьской ЖД магистрали.
В планах строителей была вырубка в Химкинском лесу просеки длиной 3 километра для прохождения дороги и строительства придорожной инфраструктуры. Впоследствии планы были скорректированы в сторону уменьшения площади вырубки. По информации РИА «Новости», ширина просеки под строительство дороги составит 80-100 метров. А общая площадь вырубки, по данным ФГУ «Дороги России», — 95 га.
4 февраля 2010 года председатель правления госкомпании «Автодор» Сергей Костин сообщил на пресс-конференции, что все варианты строительства первого участка (15—58 километры) платной автодороги Москва-Петербург предполагают прохождение через территорию Химкинского леса.
По данным газеты «Ведомости», в совет директоров компании-застройщика входит близкий друг и бывший тренер по дзюдо председателя правительства Владимира Путина Аркадий Ротенберг, этим издание объясняет её серьёзный административный ресурс.
«Ведомости» в номере от 9 декабря 2010 года сообщают: в Кремле решено продолжать стройку по старому маршруту просеки через лес.
3 ноября 2011 года кабинет министров объявил о выделении 12 млрд рублей на компенсационные мероприятия по воспроизводству участков леса, вырубленных в ходе строительства скоростной магистрали
.

## Защита Химкинского леса
В 2007 году была организована протестная группа «Движение в защиту Химкинского леса». Одним из инициаторов создания, а впоследствии лидером Движения, стала Евгения Чирикова. Позже, помимо экологических акций, движение участвовало в оппозиционной деятельности.
В защите Химкинского леса участвовали партия «Яблоко» и движение «Левый Фронт».
14 ноября 2010 в Москве состоялся крупный митинг, приуроченный ко второй годовщине избиения Михаила Бекетова. В организации приняли участие Движение в защиту Химкинского леса, партия Яблоко и антифашисты.
Для защиты Химкинского леса и других лесных массивов Московского региона была создана коалиция НПО «За леса Подмосковья». В её состав вошли: Движение в защиту Химкинского леса, Гринпис России, Всемирный фонд дикой природы (WWF) России, Союз охраны птиц России, Центр охраны дикой природы, Международный социально-экологический союз.

### Хронология
2007
В декабре 2007 года заместитель председателя комитета Совета Федерации по охране окружающей среды и природным ресурсам Николай Чуркин заявил о том, что судьбу Химкинского леса «будет решать народ» в формате общественных слушаний.
2008
В феврале 2008 года судом Москвы отменена правомочность постановления о вырубке леса для прокладки шоссе в рамках проекта платной автомобильной трассы Москва — Санкт-Петербург, подписанного Владимиром Стрельченко, мэром Химок.
В мае экологическая общественность Московской области и представители «Гринпис» обратились в Межрайонную природоохранную прокуратуру Московской области и Минприроды России с требованием остановить вырубку Химкинского леса под строительство мини-города и проверить законность сдачи в аренду лесных участков в районе посёлков Вашутино, Ивакино и Старбеево.
В июле депутаты Мосгордумы обращаются к правительству РФ с письмом о недопустимости строительства автомагистрали по территории Химкинского леса. Они ходатайствуют о придании этому лесу статуса особо охраняемой территории.
26 сентября прошёл митинг на Пушкинской площади в защиту Химкинского леса. Среди участников — Сергей Митрохин (депутат Мосгордумы) и Олег Митволь (зам. главы Росприроднадзора). Общее количество протестующих — около 50 человек
В декабре мэр Химок Владимир Стрельченко отменил подписанное им распоряжение о вырубке леса для прокладки через Химкинский лес платной скоростной автомагистрали.
2009 год
В феврале 2009 года «Новая газета» опубликовала письмо Михаила Бекетова Президенту, подготовленное до нападения, содержащее информацию о злоупотреблениях чиновников Химок и подписанное тысячами химчан.
В июне в 30 раз уменьшена полоса под трассу в Химкинском лесу.
В июле Борис Громов, губернатор Московской области, подписал постановление, касающееся сокращения вырубки лесного массива с 3 километров до 100 метров.
В сентябре Юрий Трутнев, глава Минприроды, ходатайствует в Минтранс и Минсельхоз о переносе магистрали. Проводится акция «Посадим лес!». Французский сенатор, бывший министр окружающей среды и регионального планирования Франции (1997—2001 годы) Доминик Вуане выразила поддержку защитникам леса.
2010 год
В январе 2010 года химкинский лес защищают 40 экологических организаций России. Они призывают банки не кредитовать проект.
В феврале «Автодор» решил, что самый экологичный вариант — дорога через Химкинский лес шириной 100 метров.
1 марта решением Верховного суда РФ 150 га Химкинского леса передают из лесного фонда в фонд транспорта для строительства автомагистрали. Экологи обжалуют решение в ЕСПЧ.
15 июля компания, ведущая подготовку к строительству скоростной автомагистрали, начала вырубать деревья в Химкинском лесу со стороны Шереметьева. Экологи остановили вырубку и организовали круглосуточное дежурство в лесу, возведя на месте рубки палаточный городок.
28 июля около 300 анархистов и антифашистов в масках закидывают камнями и фаерами мэрию Химок и два милицейских патруля. Никто из участников демонстрации не был задержан.
2 августа на опушке Химкинского леса ОМОНом разогнана группа активистов движений «Яблоко» и «Левый Фронт», некоторые задержаны, в том числе и руководитель «Яблока» Сергей Митрохин.
3 августа защитники Химкинского леса провели акцию у здания Французского культурного центра. Активисты потребовали прекращения строительства трассы Москва — Санкт-Петербург, в котором принимают участие французские инвесторы Vinci.
4 августа 2010 года. Несколько активистов ворвались в бизнес-центр на Невском проспекте, захватили офис компании Vinci, были задержаны милицией. В этот же день у здания Независимого пресс-центра на Пречистинке была задержана для дачи свидетельских показаний по делу о нападении на администрацию Химок лидер движения в защиту Химкинского леса Евгения Чирикова. После 5-часового допроса она была отпущена.
22 августа акция в защиту Химкинского леса проходит на Пушкинской площади. В ней участвуют Юрий Шевчук, Катя Гордон, Артемий Троицкий и другие, по данным РИА Новости, в ней приняли участие 800 человек .
26 августа партия «Единая Россия» обратилась к президенту РФ с просьбой приостановить прокладку автомобильной трассы в Химкинском лесу. В этот же день президент РФ Дмитрий Медведев поручил правительству приостановить строительство автодороги через Химкинский лес. Во многом на это решение президента повлияла его недавняя встреча с лидером ирландской группы U2 Боно, поддержавшим защитников Химкинского леса.
6 сентября мэр Москвы Юрий Лужков в своей статье в «Российской газете» не поддержал перенос трассы и сравнил происходящие процессы с распадом СССР, заявив, что, как и тогда, происходит «потеря эффективности государства» и «дискредитация системы госуправления». По его словам, маршрут через Химкинский лес «самый просчитанный, удобный и дешёвый», а перенос трассы «вынудит заплатить большие неустойки» и «затянет строительство на годы».
23 сентября состоялся суд по иску ООО «ПО Теплотехник» к защитниками Химкинского леса о возмещении убытков на сумму 8 млн рублей.
В конце сентября рок-музыкант Сергей Шнуров выпустил клип, высмеивающий музыкантов — защитников Химкинского леса. Герой песни утверждает, что их активность вызвана желанием увеличить продажи билетов на свои концерты. Однако один из музыкантов, Noize MC, не заставил себя долго ждать, и в сети появился ответный ролик с жёсткой иронией на тему нынешней социальной позиции Сергея Шнурова, раскрывающий предпосылки для создания оригинального клипа. Позднее, в интервью, Сергей заявил, что толком ничего не знал про ситуацию вокруг Химкинского леса.
14 декабря правительственная комиссия приняла решение строить автотрассу Москва — Петербург через Химкинский лес по первоначальному маршруту.
2011 год
С 17 по 20 июня 2011 года в Химкинском лесу по инициативе Движения в защиту Химкинского леса прошёл гражданский форум «Антиселигер».
27 октября в ЖЖ пользователя prohimki появляется фоторепортаж про лес, стройку и ширину просеки. Так как уже на протяжении длительного времени информации с места строительства не поступало ни от одной из сторон (защитники леса уже давно все митинги и заявления проводят или в Москве, или в городской черте Химок), то на следующий день этот фоторепортаж появился на Ридусе — интернет-ресурсе Гражданской журналистики Варламова, где за 2 дня набрал более 5500 просмотров.

## Преследование общественных деятелей и журналистов, нападения на них
7 ноября 2010, после нападения на Константина Фетисова и Олега Кашина, группа правозащитников, политиков и журналистов обратилась к президенту России Дмитрию Медведеву с просьбой отстранить от должности прокурора Химкинского района и начальников районных управлений внутренних дел и ФСБ, а также «оказать содействие в отстранении» от исполнения обязанностей главы округа Химки Владимира Стрельченко. Обращение подписали руководители правозащитных организаций Людмила Алексеева, Лев Пономарёв, Олег Орлов, Светлана Ганнушкина, члены Общественной палаты РФ, журналисты, представители партий «Правое дело» и «Яблоко» и другие. В приложении к обращению перечислялись следующие случаи насилия по отношению к журналистам и общественным деятелям, связанным с Химкинским лесом:
В мае 2007 года сгорел автомобиль главного редактора газеты «Химкинская правда» Михаила Бекетова.
В ноябре 2008 года произошло избиение М. Бекетова. Он найден возле своего дома в состоянии комы, с проломленным черепом. На следующий день неизвестные позвонили в больницу с угрозой добить Бекетова.
В январе 2009 года в центре Москвы застрелен известный правозащитник, адвокат Станислав Маркелов, защищавший М. Бекетова по делу «О клевете на В. Стрельченко». Вместе с ним была убита журналист Анастасия Бабурова, участвовавшая в июне 2008 года в акции против вырубки Химкинского леса.
В январе 2009 года в своём подъезде был избит активист движения в защиту Химкинского леса Алексей Парфёнов.
В ноябре 2009 года на 70-летнего защитника Химкинского леса Виталия Капытцева было совершено два нападения: его пытались зарезать и устроить взрыв в его доме. Он не пострадал.
30 июля 2010 года по подозрению в организации нападения на администрацию Химок были арестованы активисты движения «Антифа» Алексей Гаскаров и Максим Солопов, которые провели в заключении три месяца.
В августе 2010 года в центре Москвы после пресс-конференции задержана подмосковным ОМОНом лидер защитников Химкинского леса Евгения Чирикова для принудительной доставки на допрос. В 2011 году после публикации экспертного доклада президенту Чириковой органы опеки сообщили, что у них имеется заявление от её соседей, в котором сообщалось, что она морит голодом и истязает своих детей. 25 февраля Чирикова в своём микроблоге сообщила, что ситуация с детьми благополучно разрешилась.
В сентябре 2010 года произошло первое нападение на организатора и участника акций в защиту Химкинского леса Константина Фетисова, он избит. В ноябре 2010 года на Константина Фетисова совершено нападение. Неизвестные избили эколога бейсбольной битой, проломили череп.
В ноябре 2010 года избит корреспондент газеты «Коммерсантъ» Олег Кашин, освещавший, помимо прочего, проблемы Химкинского леса.

## Реакция местного населения
Некоторые жители Химок негативно относятся к вырубке. Вместе с экологическими активистами они регулярно проводили митинги против вырубки леса. Часто эти акции пресекались сотрудниками полиции как несанкционированные и проходящие в месте повышенной опасности (строительная площадка).
Есть и сторонники — так, жители посёлка Вашутино выступили против переноса магистрали и тем самым поддержали первоначальный проект. Люди были обеспокоены возможностью, что их дома могут пойти под снос ради освобождения места под трассу. Именно такой вариант предлагался некоторыми из защитников леса.
Представители химкинского отделения «Молодой гвардии „Единой России“» и правления организации «Трудовая доблесть России» по Московской области в конце августа 2010 года организовали сбор подписей в поддержку строительства трассы Москва — Санкт-Петербург через Химкинский лес. Под письмом президенту России подписалось около 15000 горожан. Позднее, в понедельник 12 декабря 2011 года, небольшая группа жителей города Химки провела акцию в поддержку строительства трассы Москва — Санкт-Петербург через Химкинский лес. По словам организаторов митинга, большинство жителей города Химки считают прокладку дороги через Химкинский лес предпочтительной, поскольку иначе магистраль пройдёт непосредственно через город, и без того страдающий от пробок и загазованности.
В ходе конфликта с одной стороны оказались экозащитники и музыканты (как, например, Юрий Шевчук), а на сторону властей — строители, бизнесмены, группа «Ленинград». Состоялся митинг, на котором присутствовало более тысячи жителей Химок, протестовавших против прекращения строительства в лесу. Люди выступили под лозунгами «Пока вы тянете резину, мы дышим смогом и бензином».

## Мнение активистов природоохранных организаций
Ранее Химкинский лес охранялся государством в соответствии с лесным кодексом РФ, на его территории не велось никакой хозяйственной деятельности, так как он относился к защитным лесам первой категории. За прошедшее время территория леса заметно уменьшилась, так как через лес была построена асфальтовая дорога областного значения, по периметру возводились дачные посёлки и коттеджи.
В 2011 году на сайте организации Greenpeace была опубликована «Независимая экологическая экспертиза проекта строительства скоростной автомобильной дороги Москва — Санкт-Петербург на участке 15-58 км Москва». В экспертизе рассмотрены 11 альтернативных вариантов прокладки трассы, большая часть из которых проходит через внутригородские улицы густонаселённых микрорайонов Химок, Долгопрудного и Куркина, и также рассмотрен выбранный правительством вариант. По мнению экспертов этого исследования, выбранный правительством вариант — худший с экологической точки зрения.

## Последствия
Платный режим на головном участке М-11 Москва-Санкт-Петербург (15-й км — 58-й км) был введен с 23 ноября 2015 года. Оператором участка является ООО «Северо-Западная концессионная компания» (СЗКК). Губернатор Подмосковья Андрей Воробьев впоследствии отмечал, что власти Московской области получают большое количество жалоб по поводу тарифов на проезд по платному участку трассы М-11 от Москвы до Солнечногорска. По его словам, трасса фактически простаивает впустую из-за высокой стоимости проезда. Президент Путин, выступая на Первом межрегиональном форуме ОНФ заявил:
Ну вот сейчас в Москве в направлении Петербурга начали строить дорогу, один участок ввели в строй, так там никто не ездит, вздули цены так, что проехать невозможно.
Лидер «Движения в защиту Химкинского леса» Евгения Чирикова в 2014 году переехала жить в Эстонию, где получила вид на жительство и работает в экологическом фонде:
Мне очень нравится Эстония из-за бережного отношения местного населения к ее природе. Здесь такая культура. Я видела футбольное поле, посреди которого растет дуб, и футболисты бегают вокруг него. Потому что дуб тут растет давно, а в футбол играют недавно.
В 2015 году издание The Village опросило участников протестов пятилетней давности, выступавших против строительства трассы. По их мнению, теперь, чтобы попасть в лес из Химок, приходится идти по тоннелю: дорога разрезала лес на две части. Отмечается сильное загрязнение воздуха рядом с шоссе, а кроме того, шумовое загрязнение в самом лесу. Рядом с трассой на месте бывших деревень начали строить высотные дома. Также издание отмечает, что новая трасса прошла прямо через микрорайон Левобережный города Химки, в котором проживают более 31 000 человек и он «оказался полностью отрезанным от цивилизации». Из него нет выезда на трассу, жители должны выезжать на неё через кольцевую дорогу и Ленинградское шоссе. При этом никаких новых протестов по поводу трассы через лес больше нет.
В 2019 году издание Газета.ру отмечало, что борьба за защиту Химкинского леса стала прологом к массовым протестным событиям в Москве 2011—2012 гг..